# نفرین خون

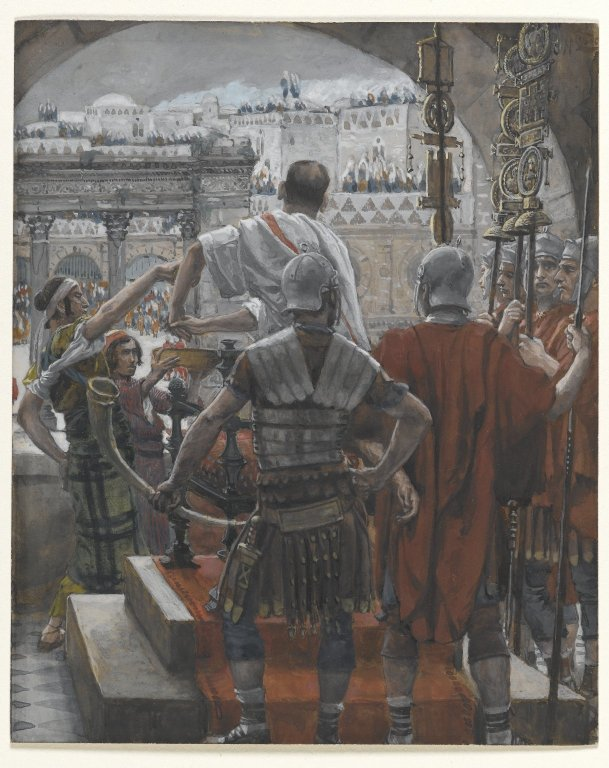
پیلاتس دست‌هایش را می‌شوید اثر جیمز تیسو – موزه بروکلین

نفرین خون (انگلیسی: Blood curse) اشاره به عهد جدید بخشی از انجیل متی است، که وقایعی را که در دربار پیلاطس قبل از تصلیب عیسی اتفاق می‌افتد و به‌ویژه تمایل جمعیت یهودی به پذیرش مسئولیت مرگ عیسی را توصیف می‌کند.

## روایت کتاب مقدس
متی 27:24–25 می‌خواند:
پس چون پیلاطس دید که چیزی به دست نمی‌آورد، بلکه شورش آغاز می‌شود، آب گرفت و دست‌های خود را در حضور جمعیت شست و گفت: «من از خون این مرد بی‌گناهم، خودتان مراقب باشید.» و همه مردم پاسخ دادند: خون او بر ما و فرزندان ما باد! (یونانی: Τὸ αἷμα αὐτοῦ ἐφ’ ἡμᾶς καὶ ἐπὶ τὰ τέκνα ἡμῶν)

## تفسیر
این قطعه در سایر انجیلها مشابهی ندارد و احتمالاً مربوط به ویرانی اورشلیم در سال ۷۰ میلادی است.الریش لوز، متکلم پروتستان آلمانی (متولد ۱۹۳۸) آن را به عنوان «داستان اصلاحی» که توسط نویسنده انجیل متی ابداع شده‌است، توصیف می‌کند. برخی از نویسندگان، که آن را بخشی از بحث ضدیهودی متی می‌دانند، در آن بذرهای یهودستیزی در مسیحیت بعدی را می‌بینند.